# ブライトバート・ニュース・ネットワーク
ブライトバート・ニュース・ネットワーク（英語: Breitbart News Network）は、アメリカ合衆国のオンラインニュースサイトで、ラジオ放送（Breitbart News Daily）も行っている。単にブライトバート（Breitbart）などとも呼ばれる。本社所在地はカリフォルニア州ロサンゼルス。
政治的傾向は極右である。ニューヨーク・タイムズは同サイトを、虚偽報道・女性嫌悪・人種差別に満ちたサイトと評している。また、真偽の定かでないデマ、陰謀論、および意図的に誤解を招く記事も一部発信し、白人至上主義、反移民に関する話題を掲載し、オルタナ右翼の代表的なメディアとされ、トランプ大統領の当選に大きな役割を果たした。
アレクサ・インターネットによれば、2014年の時点で世界の報道機関カテゴリーの中で上位50位に入るほどの規模となっている。

## 歴史

### 前史

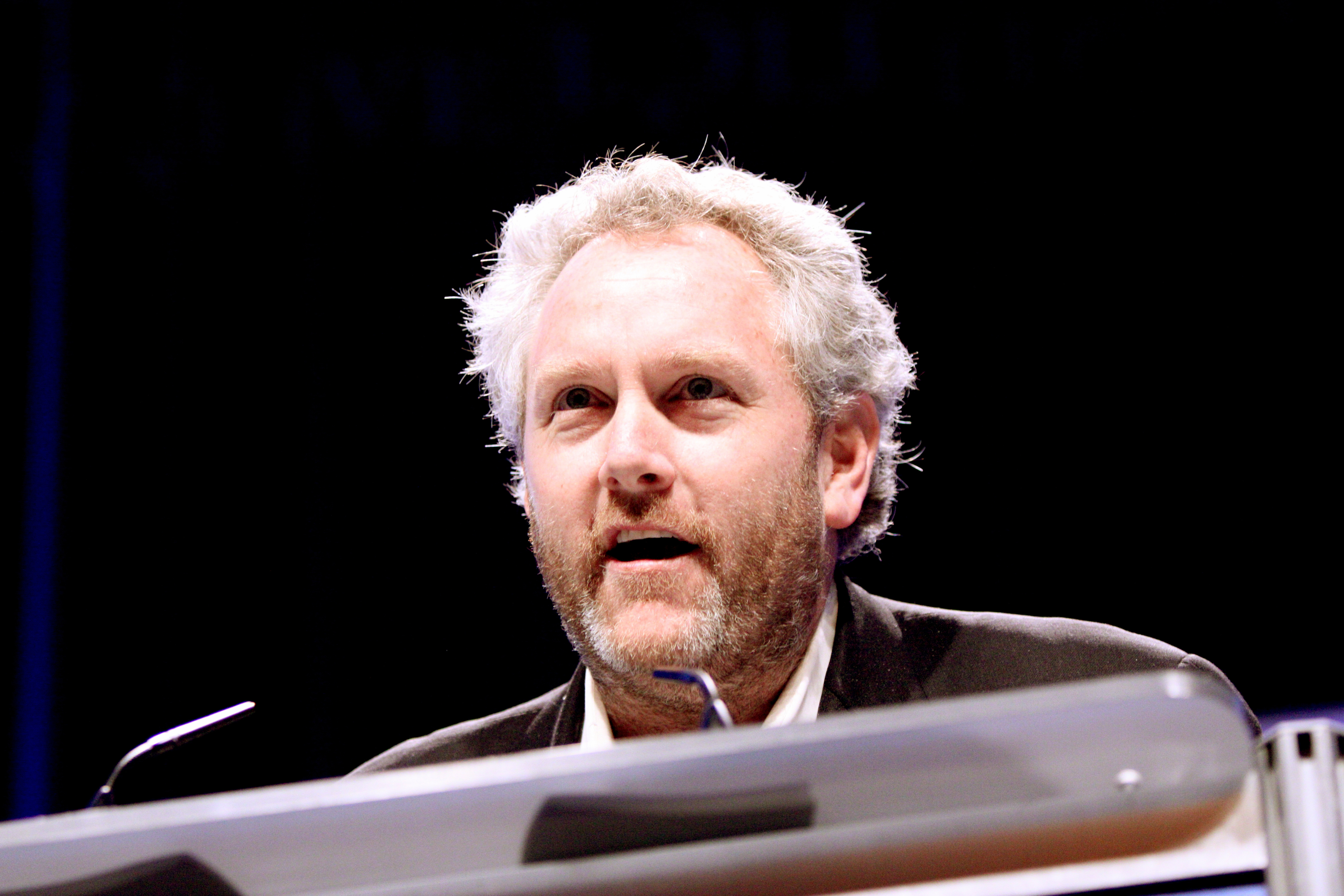
アンドリュー・ブライトバート

創業者でユダヤ系アメリカ人のアンドリュー・ブライトバートによれば、彼がイスラエル滞在中に共同創業者となるラリー・ソロフとともに「既存のメディアは反イスラエル的すぎる」として「自由で親イスラエルなニュースサイト」を構想したことから始まった。アンドリューはリバタリアンに共感する「レーガン的保守主義者」で、ドラッジ・レポートの右腕的な存在だった。アンドリューはアイデアマンであり、超党派的だった初期のハフポストでも働いており様々な助言をしたが、自身の思想と合わないため、袂を分かった。

### 誕生
2005年、アンドリュー・ブライトバートはニュースサイト「breitbart.com」を立ち上げた。このサイトはAP通信、ロイター、AFP、FOXニュース、PR Newswireなど通信社や主要な全国紙の記事のリンクを集めた物で、リンクのうち特にドラッジ・レポートからのリンクは論争を呼び、初期の成長につながった。2007年には各社のビデオを集めたビデオ・ブログ「Breitbart.tv」を立ち上げ、WTAEニュースのアンカーだった右派のスティーブン・バノンを雇い入れた。その後アンドリュー・ブライトバートがワシントン・タイムズで連載していたコラムを元に「BIG HOLLYWOOD」（2008年）が作られ、「BIG GOVERNMENT」（2009年9月）や「BIG JOURNALISM」（2010年1月）などのブログメディアが続いた。当時のブライトバートはハフポストの右翼版を目指しており、アンソニー・ウェイナーの性的な醜聞やシャーリー・シャーロッドの白人差別発言、即時改革のためのコミュニティ組織の協会ACORONの隠しビデオ論争などの独占記事を掲載した。

### 創業者の死と事業拡大
2012年3月、2012年アメリカ合衆国大統領選挙の最中に創業者のアンドリューが亡くなった。アンドリューは亡くなる前にウェブサイトをリンク収集型のニュース・アグリゲーターからタブロイド風に変更することを計画しており、死後すぐに再編が行われた。
2014年2月、会長のスティーブン・バノンは12人ほどの職員を増員し、テキサスとロンドンに地方局を開設すると発表した。この発表は事業拡大の第一歩であり、フロリダ、カリフォルニア、カイロやエルサレムなどに事業を拡大していく計画だった。2014年のピュー研究所の調査によると、回答者の3％がブライトバートを閲覧しており、そのうちの79％の政治的価値観は中道右派だった。ブライトバートは営利企業であり、社員ですら「非公開会社なので所有者や背後関係は分からない」。しかし他社の報道によるとアンドリュー・ブライトバートの死後に後継者争いがあり、2015年現在の 出資者は計算機科学者でヘッジファンドCEOのロバート・マーサーだと言われている。

### トランプ大統領選挙
他社の報道によると、2016年アメリカ合衆国大統領選挙ではドナルド・トランプから現金を供与され好意的な報道を行っていると言われるが、ブライトバートは否定している。2016年8月、スティーブン・バノンがトランプ陣営の選挙対策本部の最高責任者に就任。2017年1月にトランプ大統領就任後は、新設ポストの大統領首席戦略官と上級顧問に指名されたが、いずれも同年8月に辞任し、重役として復職した。

### 気候変動の否定
デジタルヘイト対策センターの調査によると、ブライトバートはFacebookにおいて気候変動否定を推進する最も影響力のあるメディアであることが判明している。

### 英語版ウィキペディアにおける出典への使用禁止
英語版ウィキペディアでは、2018年9月2日に「ブライトバートは信頼できないニュースサイトであり、Wikipediaの情報ソースとしてふさわしくない」として議論が立ち上げられ、投票の結果、出典としての使用が禁止された。